# Love Live! Superstar!!
Love Live! Superstar!! (ラブライブ！ スーパースター！！?, Rabu Raibu! Sūpāsutā!!) è un progetto multimediale giapponese del franchise di Love Live!, co-prodotto dalle aziende di ASCII Media Works, Lantis e Bandai Namco Filmworks. È il quarto titolo del franchise dopo Love Live! Nijigasaki High School Idol Club. 
Il progetto è stato annunciato nel 2020 con una serie animata prodotta da Bandai Namco Filmworks e diretta da Takahiko Kyōgoku in programma per l'anno successivo. Una seconda stagione è andata in onda dal 17 luglio al 9 ottobre 2022, mentre una terza dal 6 ottobre al 22 dicembre 2024. L'anime è stato pubblicato da Crunchyroll per lo streaming al di fuori dell'Asia.

## Trama
Kanon Shibuya è una studentessa dell'istituto femminile Yuigaoka, situato a Tokyo. La scuola, nonostante sia rinomata per avere ottimi studenti in campo musicale ed avere un'intera sezione dedicata alla musica, non ha una storia di successi in questo campo. Kanon, insieme ad altre quattro studentesse, cerca di far guadagnare prestigio alla sua scuola diventando un'idol e puntando al Love Live, il massimo riconoscimento per le school idol.

## Personaggi

### Liella!

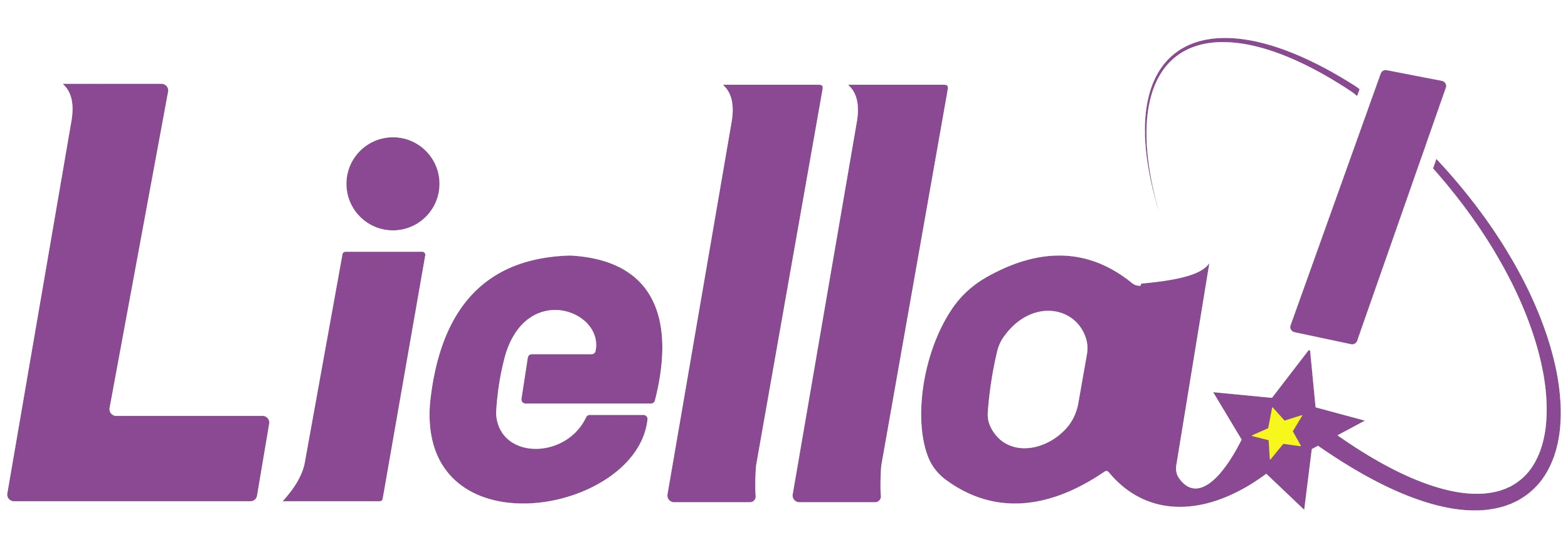
Logo ufficiale delle Liella!.

Il gruppo originale delle Liella! all'uscita della prima stagione dell'anime era formato da cinque membri (Kanon, Keke, Chisato, Sumire e Ren). Dal 2022 sono stati aggiunti quattro nuovi membri (Kinako, Mei, Shiki e Natsumi). Nel giugno 2023 viene pubblicata una notizia sul sito ufficiale di Love Live! con l'annuncio di due nuovi componenti del gruppo (Margarete e Tomari) e con le sub-unit di questo progetto.
Il nome del gruppo è stato scelto a seguito di una votazione dei fan sul sito ufficiale del franchise fra sedici possibili nomi, e deriva dall'unione delle parole francesi "lier" (collegare) e "brillant" (brillante).
Kanon Shibuya (澁谷 かのん?, Shibuya Kanon)
Doppiata da: Sayuri Date
Una studentessa del secondo anno. Nonostante abbia un grande talento musicale, avendo una bellissima voce e sapendo suonare molto bene la chitarra, tende a farsi prendere dal panico nelle situazioni importanti e per questa ragione ha fallito l'esame d'ingresso al corso musicale. Tende ad essere critica nei suoi confronti e dopo non essere stata ammessa decide di abbandonare il canto ritenendo di non avere talento. Tuttavia, grazie a Keke, supera l'ansia palcoscenico e diventa di nuovo allegra e positiva. È estremamente gentile e altruista, cerca costantemente di aiutare e supportare gli altri, e si comporta in maniera amichevole persino con persone arroganti e sprezzanti nei suoi confronti. Vive con i suoi genitori e sua sorella minore e possiede un assiolo di nome Manmaru. Sua madre possiede una caffetteria dove spesso aiuta la famiglia. Nonostante i suoi dubbi, grazie a Keke diventa una school idol e, dopo l'arrivo degli altri membri, il center delle Liella!, delle quali è anche la compositrice delle canzoni. Fa parte della sub-unit delle CatChu! insieme a Sumire e Mei.
Keke Tang (唐 可可?, Tan Kūkū)
Doppiata da: Liyuu
Una studentessa cinese iscritta al corso generale e appassionata di idol: infatti il motivo principale del suo trasferimento da Shanghai a Tokyo è riuscire a diventare una school idol. Alla Yuigaoka cerca di reclutare dei membri per creare un gruppo, e dopo aver sentito Kanon cantare cerca di convincerla a diventare un'idol. Ha un carattere molto allegro, ottimista ed energico, ed è anche brava negli studi; tuttavia, ha una scarsa resistenza fisica. Nelle Liella! si occupa di creare i costumi di scena. Fa parte della sub-unit delle Kaleidoscore insieme a Ren e Margarete.
Chisato Arashi (嵐 千砂都?, Arashi Chisato)
Doppiata da: Nako Misaki
Una studentessa gentile, energica e amichevole inizialmente iscritta al corso musicale, appassionata di danza. È amica di infanzia di Kanon, e lavora in uno stand di takoyaki. Adora gli oggetti rotondi, e la sua espressione ricorrente è "Maru" (丸), che in giapponese significa "cerchio". A partire dalla seconda stagione diventa la presidentessa del club. Fa parte della sub-unit delle 5yncri5e! insieme a Kinako, Shiki, Natsumi e Tomari.
Sumire Heanna (平安名 すみれ?, Heanna Sumire)
Doppiata da: Naomi Payton
Una ragazza del corso generale che lavora come miko in un tempio shintoista. Ha una sorella minore. Da piccola era un'attrice bambina, ma non ha proseguito su quella strada non venendole offerti ruoli principali. Ha un carattere leggermente arrogante, ostile e sfrontato. Ha talento nel freestyle rap. La sua espressione ricorrente è "Galaxy!" (ギャラクシー!). Fa parte della sub-unit delle CatChu! insieme a Kanon e Mei.
Ren Hazuki (葉月 恋?, Hazuki Ren)
Doppiata da: Nagisa Aoyama
È la presidentessa del consiglio studentesco e la figlia della defunta fondatrice dell'istituto femminile Yuigaoka. Anche sua madre, morta per malattia, aveva scelto di diventare una school idol per salvare la sua scuola dalla chiusura, ma senza riuscirci. Non trovando testimonianze su quel periodo, Ren ha così pensato che sua madre rimpiangesse l'essere diventata idol, e ha così iniziato ad odiare questo ambiente: infatti si dimostra contraria all'apertura del club nell'istituto da parte di Keke e Kanon, e solo dopo aver scoperto i veri sentimenti di sua madre per le idol decide di unirsi al gruppo. Inizialmente frequenta il corso musicale. È educata, disciplinata e nota per la sua personalità rigorosa; se tuttavia in un primo momento appare rigida e ostile, la sua vera personalità gentile si rivela molto presto. Inoltre è quella che si commuove più facilmente sul palco. Fa parte della sub-unit delle Kaleidoscore insieme a Keke e Margarete.
Kinako Sakurakouji (桜小路 きな子?, Sakurakōji Kinako)
Doppiata da: Nozomi Suzuhara
Una ragazza appena trasferitasi a Tokyo dalla regione dell'Hokkaidō. Ammira le school idol, ma essendo poco atletica non pensa di avere il talento necessario per farcela. Viene invitata da Kanon ad unirsi al club, ed è la prima ragazza del primo anno ad unirsi al gruppo. Fa parte della sub-unit delle 5yncri5e! insieme a Chisato, Shiki, Natsumi e Tomari.
Mei Yoneme (米女 メイ?, Yoneme Mei)
Doppiata da: Akane Yabushima
Una studentessa del primo anno, spesso scambiata per delinquente a causa del suo sguardo. È amica di infanzia di Shiki, e dopo le lezioni scolastiche passano il tempo insieme nel club di scienze, del quale sono gli unici due membri. Nonostante sia una grande fan delle school idol e delle Liella!, scegliendo di entrare alla Yuigaoka principalmente per incontrarle, cerca di tenere nascosta questa sua passione alle altre persone, e rifiuta l'iniziale invito di Kinako per entrare nelle Liella!, non sentendosi portata. Tuttavia, dopo aver discusso con Kanon, entra nel club insieme a Shiki. Fa parte della sub-unit delle CatChu! insieme a Sumire e Kanon.
Shiki Wakana (若菜 四季?, Wakana Shiki)
Doppiata da: Wakana Ōkuma
Una ragazza appassionata di scienza e tecnologia. È amica di infanzia di Mei, e insieme a lei è l'unico membro del club di scienze dell'istituto. Passa il suo tempo libero nell'aula del club o costruendo dispositivi tecnologici. Entra temporaneamente nel club delle school idol per cercare di convincere Mei ad iscriversi, e solo dopo averla convinta diventa un membro effettivo delle Liella!. Fa parte della sub-unit delle 5yncri5e! insieme a Chisato, Kinako, Natsumi e Tomari.
Natsumi Onitsuka (鬼塚 夏美?, Onitsuka Natsumi)
Doppiata da: Aya Emori
Una ragazza che pubblica video sulla piattaforma "L-Tube". Cerca sempre nuovi modi di guadagnare soldi, e per questo ha diversi lavori part-time. Decide inizialmente di entrare nel club per pubblicare i video delle Liella! su L-Tube così da poter guadagnare e da aumentare la sua popolarità sui social media, ma successivamente Kanon la convince a diventare una school idol. Fa parte della sub-unit delle 5yncri5e! insieme a Chisato, Shiki, Kinako e Tomari.
Wien Margarete (ウィーン・マルガレーテ?, Uīn Marugarēte)
Doppiata da: Yuina
Una ragazza proveniente dall'Austria di due anni più giovane di Kanon. Proviene da una famiglia di musicisti, e fin da piccola ha sviluppato un particolare talento per questo campo. Tuttavia, dopo aver fallito l'esame d'ingresso ad una scuola musicale in Austria, è andata in Giappone per cercare di vincere il Love Live, così da essere presa dall'istituto per meriti. Dopo aver perso la competizione proprio contro le Liella!, viene costretta dalla sua famiglia a trasferirsi alla Yuigaoka per imparare di più sulla musica da Kanon. Qui fonda un gruppo per rivaleggiare le Liella! insieme a Kanon e Tomari chiamato TomaKanoTe, ma le tre si uniscono successivamente al gruppo principale. Fa parte della sub-unit delle Kaleidoscore insieme a Ren e Keke.
Tomari Onitsuka (鬼塚 冬毬?, Onitsuka Tomari)
Doppiata da: Sakura Sakakura
La sorella minore di Natsumi, di un anno più piccola, e rispetto a lei ha un comportamento serio e diligente. Decide di entrare nelle TomaKanoTe, il gruppo rivale delle Liella! fondato da Margarete, per investigare sulle school idol e scoprire come mai sua sorella abbia deciso di entrare nelle Liella!. Avendo timore che Natsumi resti ferita nuovamente inseguendo un sogno non alla sua portata, cerca di farla rinunciare alla sua passione per le school idol, ma successivamente anche Tomari inizia ad appassionarsi ed entra nelle Liella!. Fa parte della sub-unit delle 5yncri5e! insieme a Chisato, Shiki, Kinako e Natsumi.

### Sunny Passion
Un duo di idol provenienti da Kōzushima. Hanno un rapporto di amicizia con le Liella!, nonostante siano in competizione con loro per il Love Live, aiutandole spesso con consigli o aiuti.
Yuuna Hijirisawa (聖澤 悠奈?, Hijirisawa Yūna)
Doppiata da: Chihaya Yoshitake
Una ragazza inizialmente al suo secondo anno, vivace e con i capelli raccolti a coda di cavallo.
Mao Hiiragi (柊 摩央?, Hiiragi Mao)
Doppiata da: Yuna Yūki
Una ragazza del secondo anno, riservata ma amichevole.

### Altri
Aria Shibuya (澁谷 ありあ?, Shibuya Aria)
Doppiata da: Akane Matsunaga
La sorella minore di Kanon, lavora insieme a lei nel locale di famiglia.
Hana Hazuki (葉月 花?, Hazuki Hana)
Doppiata da: Aya Endō
La defunta madre di Ren e la fondatrice del liceo femminile Yuigaoka. Durante i suoi anni del liceo ha creato un gruppo di school idol per salvare la sua scuola dalla chiusura, ma senza riuscirci. In età adulta ha acquisito e riaperto la scuola diventandone la preside e chiamandola con il nome attuale. È morta a causa di una malattia quando Ren era ancora piccola.

## Musica
Le Liella! hanno esordito con il singolo Hajimari wa kimi no sora, pubblicato il 7 aprile 2021. Il 27 ottobre 2021 sono stati pubblicati i primi due album Liella no uta e Dreams of the Superstar, contenenti rispettivamente le canzoni e i soundtrack presenti nella prima stagione dell'anime. Il primo album con brani inediti è stato pubblicato il 2 marzo 2022, con il titolo What a Wonderful Dream!!.

### Album
| Titolo                   | Data di uscita  | Posizione più alta in classifica Oricon |
| ------------------------ | --------------- | --------------------------------------- |
| Liella no Uta            | 27 ottobre 2021 | 14                                      |
| Dreams of the Superstar  | 27 ottobre 2021 | 19                                      |
| What a Wonderful Dream!! | 2 marzo 2022    | 3                                       |
| Liella no Uta 2          | 26 ottobre 2022 | 19                                      |
| Twinkle of the Superstar | 26 ottobre 2022 | 22                                      |
| Second Sparkle           | 15 marzo 2023   | 3                                       |
| Jump Into the New World  | 2 agosto 2023   | 9                                       |
| Liella no Uta 3          | 29 gennaio 2025 | 12                                      |

## Anime
L'anime è stato annunciato per la prima volta nel gennaio 2020 sul sito ufficiale del franchise. La prima stagione, prodotta da Bandai Namco Filmworks, scritta da Jukki Hanada e diretta da Takahiko Kyōgoku, è andata in onda in Giappone su NHK Educational TV dall'11 luglio al 17 ottobre 2021. Ha avuto una seconda stagione, trasmessa dal 17 luglio al 9 ottobre 2022. Nel giorno dell'uscita dell'ultimo episodio è stata annunciata l'uscita di un'ulteriore stagione per il 2024, trasmessa dal 6 ottobre al 22 dicembre. L'anime è stato pubblicato da Crunchyroll per lo streaming al di fuori dell'Asia.
Le sigle di apertura e chiusura sono state realizzate dalle Liella!, e sono rispettivamente START! True Dreams! e Mirai wa kaze no you ni (未来は風のように?) per la prima stagione, We Will!! e Oikakeru yume no saki de (追いかける夢の先で?) per la seconda e Let's be One e Daisuki Full Power per la terza.

### Episodi

#### Prima stagione
| Nº | Titolo italiano (traduzione letterale) Giapponese 「Kanji」 - Rōmaji                                                      | In onda           | In onda |
| Nº | Titolo italiano (traduzione letterale) Giapponese 「Kanji」 - Rōmaji                                                      | Giapponese        |         |
| 1  | Un sentimento che non ha ancora un nome 「まだ名もないキモチ」 - Mada na mo nai kimochi                                   | 11 luglio 2021    |         |
| 2  | Le school idol non sono permesse?! 「スクールアイドル禁止!?」 - Sukūru aidoru kinshi!?                                    | 18 luglio 2021    |         |
| 3  | KeKa 「クーカー」 - Kūkā                                                                                                  | 8 agosto 2021     |         |
| 4  | La galassia all'angolo della strada 「街角ギャラクシー☆彡」 - Machikado gyarakushī                                        | 15 agosto 2021    |         |
| 5  | Passion Island 「パッションアイランド」 - Passhon Airando                                                                 | 22 agosto 2021    |         |
| 6  | Stavo sognando 「夢見ていた」 - Yume miteita                                                                              | 5 settembre 2021  |         |
| 7  | Lo scontro decisivo! Le elezioni del presidente del consiglio studentesco 「決戦！生徒会長選」 - Kessen! Seito kaichō-sen | 12 settembre 2021 |         |
| 8  | Sentimenti connessi 「結ばれる想い」 - Musubareru omoi                                                                    | 19 settembre 2021 |         |
| 9  | Qual è il vostro nome? 「君たちの名は？」 - Kimitachi no na wa?                                                           | 26 settembre 2021 |         |
| 10 | Check it out!! 「チェケラッ!!」 - Chekera!!                                                                               | 3 ottobre 2021    |         |
| 11 | Ancora una volta, in quel posto 「もう一度、あの場所で」 - Mō ichido, ano basho de                                        | 10 ottobre 2021   |         |
| 12 | Song for All | 17 ottobre 2021   |         |

#### Seconda stagione
| Nº | Titolo italiano Giapponese 「Kanji」 - Rōmaji                                     | In onda           | In onda |
| Nº | Titolo italiano Giapponese 「Kanji」 - Rōmaji                                     | Giapponese        |         |
| 1  | Benvenuta nelle Liella!! 「ようこそLiella!へ！」 - Yōkoso Riera! e!               | 17 luglio 2022    |         |
| 2  | Secondo anno e primo anno 「2年生と1年生」 - Ninensei to ichinensei               | 24 luglio 2022    |         |
| 3  | Le favorite alla vittoria 「優勝候補」 - Yūshō kōho                               | 31 luglio 2022    |         |
| 4  | Le due del club di scienze 「科学室のふたり」 - Kagakushitsu no futari            | 7 agosto 2022     |         |
| 5  | I soldi vanno e vengono 「マニーは天下の回りもの」 - Manī wa tenka no mawari mono | 14 agosto 2022    |         |
| 6  | Dekkaidow 「Dekkaidow!」                                                          | 21 agosto 2022    |         |
| 7  | Hazuki Ren UR 「UR 葉月恋」 - Yū Āru Hazuki Ren                                   | 28 agosto 2022    |         |
| 8  | Chance Way                                                                        | 11 settembre 2022 |         |
| 9  | Per la vittoria 「勝利のために」 - Shōri no tame ni                               | 18 settembre 2022 |         |
| 10 | L'eco della canzone di Shibuya 「渋谷に響く歌」 - Shibuya ni hibiku uta           | 25 settembre 2022 |         |
| 11 | Sogni 「夢」 - Yume                                                               | 2 ottobre 2022    |         |
| 12 | La storia che scriveremo noi 「私を叶える物語」 - Watashi o kanaeru monogatari    | 9 ottobre 2022    |         |

#### Terza stagione
| Nº | Titolo italiano Giapponese 「Kanji」 - Rōmaji                                        | In onda          | In onda |
| Nº | Titolo italiano Giapponese 「Kanji」 - Rōmaji                                        | Giapponese       |         |
| 1  | La strada che ho scelto 「私の決めた道」 - Watashi no kimeta michi                   | 6 ottobre 2024   |         |
| 2  | Tomakanote 「トマカノーテ」 - Tomakanōte                                             | 13 ottobre 2024  |         |
| 3  | La center bianca 「白色のセンター」 - Shiroiro no Sentā                              | 20 ottobre 2024  |         |
| 4  | No rain, no rainbow                                                                  | 27 ottobre 2024  |         |
| 5  | Ciao! Shangai! Shoronpo! 「你好! 上海! 小籠包~!」 - Nǐ hǎo! Shànghǎi! Xiǎo lóng bāo! | 3 novembre 2024  |         |
| 6  | Tesori 「タカラモノ」 - Takaramono                                                   | 10 novembre 2024 |         |
| 7  | Per sconfiggere le Liella 「Liella!に勝つために」 - Liella! ni katsu tame ni         | 17 novembre 2024 |         |
| 8  | Yuigaoka VS Yuigaoka 「結ヶ丘 VS 結ヶ丘」 - Yuigaoka VS Yuigaoka                     | 24 novembre 2024 |         |
| 9  | Salzburger Nockerl 「ザルツブルガー・ノッケルン」 - Zarutsuburugā Nokkerun           | 1º dicembre 2024 |         |
| 10 | Sakurakoji Kinako 「桜小路きな子」 - Sakurakoji Kinako                               | 8 dicembre 2024  |         |
| 11 | Superstar! 「スーパースター!!」 - Sūpāsutā!!                                         | 15 dicembre 2024 |         |
| 12 | Sempre e per sempre! 「ずっとずっと！」 - Zutto zutto!                               | 22 dicembre 2024 |         |

### Annotazioni
1. ↑  Nelle pubblicazioni e nei siti ufficiali internazionali del franchise viene scritto prima il cognome (Wien) e poi il nome (Margarete).

### Fonti
1. 1 2   Love Live! Annunciato un nuovo progetto animato, in AnimeClick.it, 28 gennaio 2020. URL consultato il 27 settembre 2023.
2. 1 2   Anime preview:Love Live! Superstar!!, Engage Kiss e molto altro, in AnimeClick.it, 11 giugno 2022. URL consultato il 27 settembre 2023.
3. 1 2  (EN) Paul Chapman, Love Live! Superstar!! Season 3 TV Anime Debuts on October 6, in Crunchyroll, 4 agosto 2024. URL consultato il 9 ottobre 2024.
4. ↑  (EN) Love Live! Superstar!! Season 2 Adds Four More Members with New Visual, in Crunchyroll, 27 aprile 2022. URL consultato il 7 agosto 2024.
5. ↑  (JA) Liella! 3期生キャスト2名を発表＆Liella!11人の新アーティスト写真を公開！さらにLiella!11人による3組のユニット名を発表！, su lovelive-anime.jp, 11 giugno 2023. URL consultato il 28 settembre 2023.
6. ↑  (EN) Love Live! Superstar!! Anime Reveals Idol Group's Name: 'Liella', in Anime News Network, 15 novembre 2020. URL consultato il 28 settembre 2023.
7. 1 2 3 4 5  (EN) Love Live! Superstar!! Anime's Full Promo Video Previews Liella! Members, in Anime News Network, 27 maggio 2021. URL consultato il 27 settembre 2023.
8. 1 2 3 4  (EN) Love Live! Superstar!! Reveals The Cast Behind New Season 2 Characters, su anitrendz.net, 11 maggio 2022. URL consultato il 9 ottobre 2024.
9. 1 2  (JA) 「ラブライブ！スーパースター!!」Liella!、3期生新キャストが発表！ 新アーティスト写真＆3組のユニット名も発表に, su Anime Anime!, 12 giugno 2023. URL consultato il 24 dicembre 2024.
10. ↑  (JA) 『ラブライブ!スーパースター!!』「始まりは君の空」みんなで叶える物語盤【BD付】, su oricon.co.jp. URL consultato il 4 ottobre 2023.
11. 1 2  (JA) リエラのうた, su oricon.co.jp. URL consultato il 4 ottobre 2023.
12. 1 2  (JA) TVアニメ『ラブライブ!スーパースター!!』オリジナルサウンドトラック「Dreams of the Superstar」, su oricon.co.jp. URL consultato il 4 ottobre 2023.
13. 1 2  (JA) What a Wonderful Dream!!【オリジナル盤】, su oricon.co.jp. URL consultato il 4 ottobre 2023.
14. ↑  (JA) リエラのうた2, su oricon.co.jp. URL consultato il 4 ottobre 2023.
15. ↑  (JA) TVアニメ『ラブライブ!スーパースター!!』2期 オリジナルサウンドトラック「Twinkle of the Superstar」, su oricon.co.jp. URL consultato il 4 ottobre 2023.
16. ↑  (JA) Second Sparkle【オリジナル盤】, su oricon.co.jp. URL consultato il 4 ottobre 2023.
17. ↑  (JA) Jump Into the New World, su oricon.co.jp. URL consultato il 4 ottobre 2023.
18. ↑  (JA) リエラのうた3, su oricon.co.jp. URL consultato il 22 marzo 2025.
19. ↑  (EN) Love Live! Superstar!! Anime Premieres on July 11, in Anime News Network, 28 maggio 2021. URL consultato il 27 settembre 2023.
20. ↑  (EN) Love Live! Superstar!! Season 3 Announced, su anitrendz.net, 9 ottobre 2022. URL consultato il 27 ottobre 2023.
21. ↑   Francesco Ventura, Crunchyroll annuncia la lista degli anime dell'autunno 2024, su Crunchyroll, 18 settembre 2024. URL consultato il 19 novembre 2024.